# Sanga (reka)
Sanga je reka, ki teče skozi Kamerun, Kongo in Srednjeafriško republiko; pozneje se priključi reki Kongo.